# O Meu Pé de Laranja Lima (telenovela de 1970)
O Meu Pé de Laranja Lima é uma telenovela brasileira produzida e exibida pela TV Tupi, de 30 de novembro de 1970 a 30 de agosto de 1971.
É a primeira adaptação para televisão do romance homônimo de José Mauro de Vasconcelos. Foi escrita por Ivani Ribeiro e dirigida por Carlos Zara.
Grande sucesso de público, a história cativou os telespectadores, recebeu vários prêmios e teve uma boa audiência. 
A Rede Bandeirantes produziu duas novas versões da novela, nos anos de 1980 e 1998, respectivamente.
É uma das poucas telenovelas da TV Tupi integralmente preservada. Todos os capítulos e materiais extras estão na Cinemateca Brasileira.

## Sinopse
A trama mostra a vida do pequeno Zezé, um menino pobre que conversa com uma árvore de laranja-lima e estabelece uma bonita amizade com o velho português Manuel Valadares, o "Portuga", um homem solitário.

## Elenco
| Ator                    | Personagem                 |
| ----------------------- | -------------------------- |
| Haroldo Botta           | José da Silva (Zezé)       |
| Cláudio Corrêa e Castro | Manuel Valadares (Portuga) |
| Nicette Bruno           | Prof. Cecília              |
| Eva Wilma               | Jandira da Silva           |
| Carlos Zara             | Raul                       |
| Ivan Mesquita           | Velho Caetano              |
| Bete Mendes             | Glória da Silva (Godóia)   |
| Analu Graci             | Liliane da Silva (Lili)    |
| Dennis Carvalho         | Henrique                   |
| Lélia Abramo            | Estefânia da Silva         |
| Sílvio Rocha            | Paulo da Silva             |
| Fausto Rocha Jr.        | Diogo                      |
| Ana Maria Dias          | Helena Del Nero            |
| Edgard Franco           | Dr. Ricardo                |
| Abrahão Farc            | Padre Rosendo              |
| Renato Consorte         | Padre Juca                 |
| Ruthinéia de Moraes     | Irmã Celeste               |
| Silvia Leblon           | Irmã Tereza                |
| Dirce Militello         | Santinha Vidal             |
| João José Pompeo        | Gabriel Vidal              |
| Geny Prado              | Nhá Vina / Donana          |
| Jacyra Sampaio          | Eugênia                    |
| Gessy Fonseca           | Leonor                     |
| Cosme dos Santos        | Narciso                    |
| Luís Carlos de Moraes   | Túlio                      |
| Terezinha Cubano        | Gilda                      |
| Régis Monteiro          | Sabugo                     |
| Douglas Mazzola         | Luís da Silva (Luisinho)   |
| Alexandre Araújo        | Antônio da Silva (Totoca)  |
| Pedro Paulo Miron       | Serginho Del Nero          |
| Genésio Almeida Jr.     | Vavá Vidal                 |

### Participações especiais
| Ator                    | Personagem                  |
| ----------------------- | --------------------------- |
| Henrique Martins        | Comendador Vicente Del Nero |
| Gianfrancesco Guarnieri | Ariovaldo                   |
| Vera Nunes              | Diana                       |